# Leptopelis uluguruensis
Leptopelis uluguruensis es una especie de anfibios de la familia Arthroleptidae.
Es endémica de Tanzania.
Su hábitat natural incluye bosques tropicales o subtropicales húmedos a baja altitud, montanos tropicales o subtropicales, ríos y marismas de agua fresca.
Está amenazada de extinción por la pérdida de su hábitat natural.